# ورزشگاه ال هلمانتیکو
]ورزشگاه ال هلمانتیکو (به اسپانیایی: Estadio El Helmántico) با ظرفیت ۱۷٬۳۴۱ نفر یکی از ورزشگاه‌های فوتبال کشور اسپانیا است که در شهر سالامانکا ایالت کاستیا و لئون واقع شده‌است. این ورزشگاه در سال ۱۹۷۰ بازگشایی شد و در حال حاضر بازی‌های خانگی باشگاه فوتبال سالامانکا در آن برگزار می‌گردد.